# Anisodes ceramis
Anisodes ceramis är en fjärilsart som beskrevs av Edward Meyrick 1886. Anisodes ceramis ingår i släktet Anisodes och familjen mätare. Inga underarter finns listade i Catalogue of Life.